# ROPF
Die ROPF oder Russische Gesellschaft proletarischer Fotografen (russisch Российское объединение пролетарских фоторепортёров Rossijskoje objedinenije proletarskich fotoreportjorow, kurz РОПФ) war eine Vereinigung sowjetischer Fotografen, die sich in ihrer Arbeit um einen modernen Live-Bildjournalismus bemühten. Die Vereinigung wurde unmittelbar nach Gründung der Sowjetunion ins Leben gerufen. 
Zu den Gründungsmitgliedern der ROPF zählte unter anderem Max Alpert, der zu den bekanntesten und bedeutendsten sowjetischen Vertretern der Reportage- und Dokumentationsfotografie zählt. Zu den weiteren Mitgliedern zählt Georgi Petrusow.

## Hintergrund und Zielsetzung
Die Gesellschaft entstand im Kontext der sowjetischen Kulturpolitik unter der Losung des „sozialistischen Realismus“. Ziel war es, eine proletarische Fotografie zu fördern, die nicht nur dokumentarisch, sondern auch politisch-ideologisch im Sinne des Kommunismus war.